# Jones in the Fast Lane
Jones in the Fast Lane är ett datorspel av Sierra On-Line från 1991. Det är ett relationsspel som ser ut som en korsning av brädspelen Monopol och The Game of Life. Först börjar man med att bestämma hur mycket glädje, personliga ägodelar, utbildning etc. ens figur ska ha för att vinna spelet. Sen får man vid varje drag ett visst antal timmar på sig att traska till arbetet, utbilda sig, handla mat och stereo-apparater, söka jobb osv. Den som först når upp till de satta gränserna vinner. Man kan spela mot andra spelare, ensam eller mot figuren Jones. Spelet släpptes ursprungligen på diskett, 1992 släpptes det i en CD-ROM-version med röstskådespelare.